# A62-es autópálya (Németország)
Az A62-es autópálya (németül: Bundesautobahn 62) egy autópálya Németországban. Hossza 79 km.